# Ivanje (Nikšić)
Pour les articles homonymes, voir Ivanje.
Ivanje (en serbe cyrillique: Ивање) est un village de l'ouest du Monténégro, dans la municipalité de Nikšić.

## Démographie

### Évolution historique de la population[1]
| 1948 | 1953 | 1961 | 1971 | 1981 | 1991 | 2003 |
| ---- | ---- | ---- | ---- | ---- | ---- | ---- |
| 171  | 209  | 199  | 169  | 57   | 27   | 18   |